# Заяць Анатолій Антонович
Анато́лій Анто́нович За́яць (1908 - 1974) — радянський воєначальник, генерал-майор авіації.

## Життєпис
Народився в Києві. Українець. Член ВКП(б).
До лав РСЧА призваний 4 жовтня 1926 року Ніжинським РВК. Закінчив 2-гу Борисоглібську військову школу льотчиків Червоного повітряного флоту.
З 1939 року — командир ескадрильї 39-го легкобомбардувального авіаційного полку 10-ї змішаної авіаційної дивізії ВПС Західного військового округу, капітан. У складі цього полку брав участь у вторгненні до Польщі та у радянсько-фінській війні.
Початок німецько-радянської війни зустрів на тій же посаді у 39-му швидкісному бомбардувальному авіаційному полку. З вересня 1941 року майор А. А. Заяць — заступник командира новосформованого 511-го бомбардувального авіаційного полку.
З липня 1942 року — заступник командира окремого авіаційного полку особливого призначення ВПС РСЧА, а з жовтня того ж року — заступник командира 2-ї окремої авіаційної дивізії особливого призначення ВПС РСЧА. На цій посаді у період з 29 січня по 15 лютого 1945 року підполковник А. А. Заяць був відповідальним командиром за забезпечення транспортною авіацією урядових завдань, пов'язаних з проведенням Кримської конференції глав трьох держав.

## Нагороди
Нагороджений орденами Леніна (19.11.1951), тричі Червоного Прапора (20.01.1942, 05.11.1946, 30.12.1956), Кутузова 2-го ступеня (16.09.1945), двічі Вітчизняної війни 1-го ступеня (15.08.1944, 24.02.1945), двічі Червоної Зірки (19.05.1940, 03.11.1944) і медалями.

## Твори
- Заяц А. А. Винтокрылы. — Москва: Молодая гвардия, 1957. (рос.)